# Pekmez
Pekmez je přírodní ovocný sirup používaný v turecké kuchyni a rozšířený i na Balkáně a v Levantě. Má tmavou barvu a velmi hustou konzistenci blížící se melase. 
Výroba sirupu z ovoce zvaného defrutum je doložena již v antických dobách. Byzantinci připravovali z hroznů siraios a jejich recept převzali po příchodu do Malá Asie Turci, neboť tento způsob zpracování vinné révy neodporoval islámským náboženským příkazům. Výraz „pekmez“ pochází z oghuzského bekmes, je použit již v jedenáctém století ve slovníku Dîvânu Lugâti't-Türk a zpětně přešel do řečtiny jako petimezi.
Nejčastěji se pekmez vyrábí z nedoslazované a nefermentované šťávy z čerstvě rozdrcených bobulí vinné révy (turecky üzüm pekmezi). Mohou se použít také moruše, fíky, jalovčinky, granátová jablka, švestky, rohovník nebo cukrová řepa. Ovocná šťáva se pomalu vaří na otevřeném ohni v měděné nádobě kazan, až se odpaří voda a cukry zkaramelizují. Přidává se k ní jílovitá zemina, která napomáhá vyčištění tekutiny. Hotový pekmez obsahuje až osmdesát procent cukru. K centrům výroby tureckého pekmezu patří Kahramanmaraş, Gaziantep a Zile.
Pekmez se obvykle konzumuje ke snídani smíchaný s jogurtem nebo pastou tahina. Používá se také místo cukru ke slazení pokrmů a nápojů nebo ke konzervaci ovoce a zeleniny. Je doporučován jako zdroj energie pro zimní období a v lidovém léčitelství se používá také proti chudokrevnosti. Z pekmezu a ořechů se vyrábí zákusek cevizli sucuk, který je obdobou gruzínské čurčchely.
Obdobným způsobem zpracování hroznové šťávy je italský koncentrát vincotto. V arabských zemích se připravuje melasa z datlí, nazývaná dibis. 